# تايلر بيري
تايلر بيري (بالإنجليزية: Tyler Perry) مواليد 13 سبتمبر 1969 في نيو أورلينز، لويزيانا، الولايات المتحدة، هو ممثل أمريكي بدأ مسيرته الفنية عام 1992. هو أيضا كاتب مسرحي، كاتب سيناريو.

## الأعمال

### أفلام
- استنادا إلى رواية الدفع الذي كتبها ياقوت
- إغواء: إعترافات إستشارية زواج
- النجمة

## وصلات خارجية
- تايلر بيري على موقع IMDb (الإنجليزية)
- تايلر بيري على موقع الموسوعة البريطانية (الإنجليزية)
- تايلر بيري على موقع روتن توميتوز (الإنجليزية)
- تايلر بيري على موقع ألو سيني (الفرنسية)
- تايلر بيري على موقع ميوزك برينز (الإنجليزية)
- تايلر بيري على موقع أول موفي (الإنجليزية)
- تايلر بيري على موقع بوكس أوفيس موجو (الإنجليزية)
- تايلر بيري على موقع قاعدة بيانات الأفلام السويدية (السويدية)
- تايلر بيري على موقع إن إن دي بي (الإنجليزية)
- تايلر بيري على موقع قاعدة بيانات الفيلم (الإنجليزية)

- الموقع الإلكتروني